# Франсуа Коппе
Франсуа Коппе (повне ім'я Франсуа Едуард Жоашен Коппе, фр. François Édouard Joachim Coppée 26 січня 1842, Париж, Франція — 23 травня 1908, Париж, Франція) — французький поет, драматург і прозаїк, представник літературної школи «Парнас». Католик. Один із засновників націоналістичної організації Ligue de la patrie française. 
Член Французької академії. 

## Життя
Після навчання в ліцеї Сен-Луї служив чиновником у військовому міністерстві. Почав писати вірші, приєднавшись до групи парнасців, хоча згодом творчість Коппе  пішла іншим естетичним шляхом.   
Перша збірка віршів Франсуа Коппе «Релікварій» (Reliquaire, 1866) зустріла схвальні відгуки у пресі.  
1869 вперше дебютував п'єсою «Перехожий» (Le Passant) як драматург; автор популярних віршованих драм, що присвячені французько-пруській війні: «Роби те, що повинен» (Fais ce que dois, 1871), «Скарби позбавлення» (Les bijoux de la délivrance, 1871).  
Коппе створив низку драм на історичну тематику: «Якобіти» (Les jacobites, 1885) та ін.
У другій половині життя Коппе вже повністю усвідомив себе не як поет, а драматург, новеліст і громадський діяч.  
1878 призначений архівістом Комеді Франсез, згодом обраний до Французької академії (1884).  
1888 Коппе став кавалером Орденом Почесного легіону.  
В останні роки життя Коппе повернувся до цінностей католицької церкви, приєднався до руху французьких націоналістів (в 1899 — 1902 очолював організацію «Ліга французької вітчизни»).  

## Творчість
Коппе був одним з найпопулярніших і широко відомих поетів свого часу, але незабаром його творчість стала предметом насмішок і пародій «проклятих поетів» (Верлена, Рембо, Кро), які доклали багато зусиль для компрометації його творчості та громадської позиції.   
Його вірші часом позначені  менторським патріотизмом, увагою до повсякденності, почуттів простої людини. Численні вірші, що відрізняються характерною для парнасців музичністю, чіткістю композиції і експресивністю, увійшли до репертуару читців-декляматорів.  
На його вірші композитори-сучасники писали окремі твори (Деліб, Массне, Сен-Санс, Шамінад), зокрема його вірш Я гірко нарікав у пустелі покладений на музику.   

## Переклади українською
Твори Франсуа Коппе перекладали українською мовою Марія Грушевська та Григорій Кочур.